# Praça das Catedrais
A Praça das Catedrais (em russo:  Соборная площадь, Sobornaya ploshchad) é uma praça central no Kremlin de Moscovo, onde todas as suas ruas convergiam no século XV. Toma o nome das três catedrais que aí se encontram, a Catedral da Dormição, a Catedral do Arcanjo São Miguel e a Catedral da Anunciação. Além destas, encontram-se ainda o Palácio das Facetas, a Igreja da Deposição das Vestes e a Igreja dos Doze Apóstolos. A estrutura mais alta na praça (e na altura de toda a Rússia) é o Campanário de Ivan, o Grande, que a separa da Praça Ivanovskaya.
A praça era o local das coroações solenes e dos cortejos fúnebres de todos os czares russos, dos patriarcas da Igreja Ortodoxa Russa e de todos os grandes nomes da história de Moscovo e da Moscóvia. Ainda é lá que presentemente faz o seu discurso de tomada de posse o Presidente da Rússia e onde se faz o render da guarda, tradição imperial reposta no século XXI. de vez em quando realizam-se espetáculos na praça, como a ópera Boris Gudunov.